# História da Guerra do Peloponeso
A História da Guerra do Peloponeso (em grego: Ιστορία του Πελοποννησιακού Πολέμου) é um relato histórico da Guerra do Peloponeso (431–404 a.C.), travada entre a Liga do Peloponeso (liderada por Esparta) e a Liga de Delos (liderada por Atenas) foi escrito por Tucídides, um historiador ateniense que também serviu como general ateniense durante a guerra. Seu relato do conflito é amplamente considerado como um clássico e uma das primeiras obras acadêmicas da história. A História está dividida em oito livros.
As análises da História geralmente ocorrem em um dos dois campos. Por um lado, alguns estudiosos veem a obra como uma peça objetiva e científica da história. O julgamento de J. B. Bury reflete essa interpretação tradicional da História como "severa em seu distanciamento, escrita de um ponto de vista puramente intelectual, livre de banalidades e julgamentos morais, frios e críticos". 
Por outro lado, de acordo com as interpretações mais recentes associadas à crítica da resposta do leitor, a História pode ser lida mais como uma obra literária do que como um registro objetivo dos eventos históricos. Essa visão está incorporada nas palavras de W. R. Connor, que descreve Tucídides como "um artista que responde, seleciona e habilmente organiza seu material e desenvolve seu potencial simbólico e emocional".

## Sobre aHistória da Guerra do Peloponeso
O primeiro livro da História, após uma breve revisão da história grega antiga e alguns comentários historiográficos programáticos, procura explicar por que a Guerra do Peloponeso estourou naquele momento e quais foram suas causas. Exceto por algumas excursões curtas (notavelmente 6,54-58), o restante da História (livros 2 a 8) rigidamente mantém seu foco na Guerra do Peloponeso, excluindo outros tópicos.
Embora a História se concentre nos aspectos militares da Guerra do Peloponeso, ela usa esses eventos como um meio para sugerir vários outros temas intimamente relacionados à guerra. Ele discute especificamente em várias passagens os efeitos social e culturalmente degenerativos da guerra na própria humanidade. A História está especialmente preocupada com a ilegalidade e atrocidades cometidas por cidadãos gregos entre si em nome de um ou outro lado da guerra. Alguns eventos descritos na História, como o diálogo de Melian, descrevem os primeiros exemplos de realpolitik ou política de poder.
A História está preocupada com a interação da justiça e do poder na tomada de decisões políticas e militares. A apresentação de Tucídides é decididamente ambivalente neste tema. Embora a História pareça sugerir que as considerações de justiça são artificiais e necessariamente capitulam ao poder, às vezes também mostra um grau significativo de empatia para com aqueles que sofrem com as exigências da guerra.
Na maior parte, a História não discute tópicos como a arte e a arquitetura da Grécia.

### Tecnologia militar

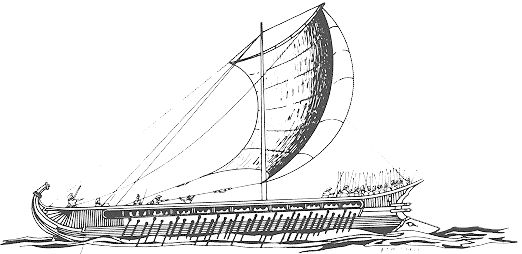
Ilustração de um trirreme grego

A História enfatiza o desenvolvimento de tecnologias militares. Em várias passagens (1.14.3, 2.75-76, 7.36.2-3), Tucídides descreve em detalhes várias inovações na condução de cerco ou guerra naval. A História dá grande importância à supremacia naval, argumentando que um império moderno é impossível sem uma marinha forte. Ele afirma que este é o resultado do desenvolvimento da pirataria e dos assentamentos costeiros na Grécia anterior.
Importante a esse respeito foi o desenvolvimento, no início do período clássico (c. 500 a.C.), do trirreme, o navio naval supremo pelas centenas de anos seguintes. Em sua ênfase no poder marítimo, Tucídides se assemelha ao teórico naval moderno Alfred Thayer Mahan, cujo influente trabalho A influência do poder marítimo sobre a história ajudou a dar início à corrida armamentista naval antes da Primeira Guerra Mundial.

### Império
A História explica que a principal causa da Guerra do Peloponeso foi "o aumento do poder de Atenas e o alarme que isso inspirou em Esparta" (1.23.6). Tucídides traça o desenvolvimento do poder ateniense por meio do crescimento do império ateniense nos anos 479 a.C. a 432 a.C. no livro um da História(1,89-118). A legitimidade do império é explorada em várias passagens, notadamente no discurso em 1.73-78, onde uma legação ateniense anônima defende o império alegando que foi dado gratuitamente aos atenienses e não levado à força. A expansão subsequente do império é defendida por esses atenienses, "... a natureza do caso primeiro nos compeliu a levar nosso império ao seu auge atual; o medo é nosso principal motivo, embora honra e juros tenham vindo depois". (1.75.3)
Os atenienses também argumentam que: "Não fizemos nada de extraordinário, nada contrário à natureza humana, ao aceitar um império quando ele nos foi oferecido e, então, ao recusarmo-nos a abandoná-lo". (1.76) Eles afirmam que qualquer pessoa na posição deles agiria da mesma maneira. Os espartanos representam um poder mais tradicional, circunspecto e menos expansivo. Na verdade, os atenienses foram quase destruídos por seu maior ato de alcance imperial, a expedição siciliana, descrita nos livros seis e sete da História.

### Ciências da terra
Tucídides correlaciona, em sua descrição do tsunami do Golfo do Mali em 426 a.C., pela primeira vez na história registrada das ciências naturais, terremotos e ondas em termos de causa e efeito.

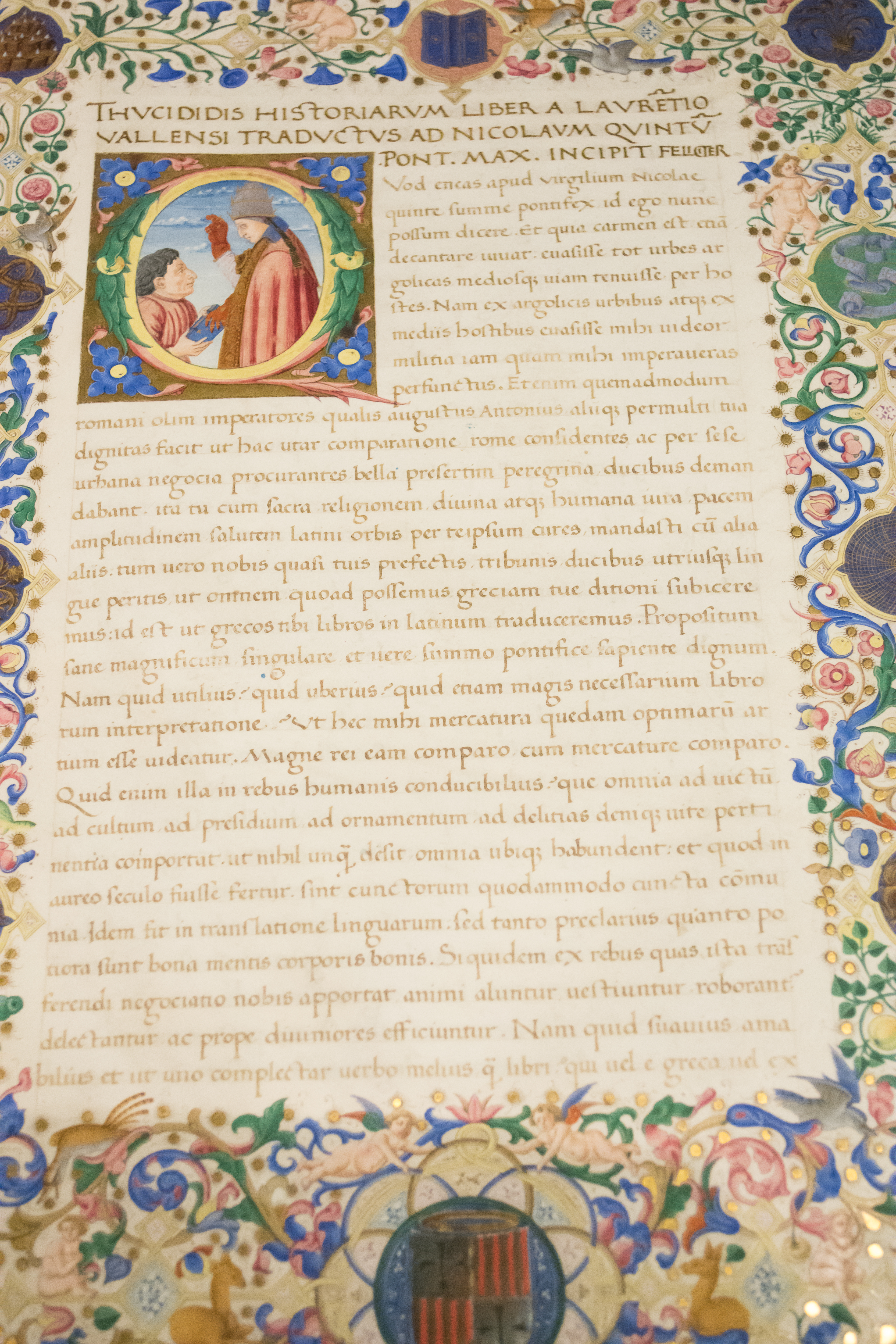
Este manuscrito é a versão latina traduzida (1450-1499) por Lorenzo Valla, decorado por Francesco di Antonio del Chierico, e dedicado a Papa Nicolau V.

## Algumas dificuldades de interpretação
A história de Tucídides é extraordinariamente densa e complexa. Sua prosa grega antiga particular também é muito desafiadora gramatical, sintática e semanticamente. Isso resultou em muitas divergências acadêmicas sobre um conjunto de questões de interpretação.

### Avaliações críticas
O historiador J. B. Bury escreve que a obra de Tucídides "marca o passo mais longo e decisivo que já foi dado por um único homem para fazer da história o que ela é hoje".
O historiador H. D. Kitto acredita que Tucídides escreveu sobre a Guerra do Peloponeso não porque foi a guerra mais significativa da antiguidade, mas porque causou o maior sofrimento. Na verdade, várias passagens do livro de Tucídides foram escritas "com uma intensidade de sentimento dificilmente superada pela própria Safo".
Em sua Sociedade aberta e seus inimigos, Karl R. Popper escreve que Tucídides foi o "maior historiador, talvez, que já viveu". A obra de Tucídides, entretanto, Popper prossegue, representa "uma interpretação, um ponto de vista; e nisso não precisamos concordar com ele". Na guerra entre a democracia ateniense e o "preso tribalismo oligárquico de Esparta", nunca devemos esquecer o "viés involuntário" de Tucídides e que "seu coração não estava com Atenas, sua cidade natal":
“Embora ele aparentemente não pertencesse à ala extrema dos clubes oligárquicos atenienses que conspiraram durante a guerra com o inimigo, ele certamente era um membro do partido oligárquico, e um amigo nem do povo ateniense, o demos, que havia exilado ele, nem de sua política imperialista."

## Influência
A história de Tucídides foi enormemente influente na historiografia antiga e moderna. Foi abraçado por muitos dos contemporâneos do autor e sucessores imediatos com entusiasmo; na verdade, muitos autores buscaram completar a história inacabada. Na antiguidade posterior, a reputação de Tucídides sofreu um pouco, com críticos como Dionísio de Halicarnasso rejeitando a História como túrgida e excessivamente austera. Luciano de Samósata também parodia isso (entre outros) em sua sátira The True Histories. Woodrow Wilson leu a História em sua viagem através do Atlântico para a Conferência de Paz de Versalhes.
 

No século XVII, o filósofo inglês Thomas Hobbes escreveu sobre Tucídides da seguinte maneira:
Foi notado por mergulhadores que Homero na poesia, Aristóteles na filosofia, Demóstenes na eloquência e outros dos antigos em outros conhecimentos, ainda mantêm sua primazia: nenhum deles excedeu, alguns não se aproximam, por qualquer um nas épocas posteriores. E no número destes está justamente classificado também nossos Tucídides; um operário não menos perfeito em seu trabalho do que qualquer dos primeiros; e em quem (acredito como muitos outros) a faculdade de escrever história está no mais alto nível.